# 目前形势和我们的任务
《目前形势和我们的任务》，是指1947年10月中国人民解放军进入全面反攻阶段后，中共中央主席兼中央军委主席毛泽东提交给同年12月25日至28日中共中央在陕西米脂县杨家沟召开的会议（即十二月会议）上的书面报告。报告于1948年1月1日在《晋绥日报》、晋冀鲁豫《人民日报》上发表，后收入《毛泽东选集》第四卷。

## 内容
毛泽东起草的报告主要内容包括：
- 论述解放战争进入战略反攻的重大意义，毛泽东写道“这是一个历史的转折点。这是蒋介石的二十年反革命统治由发展到消灭的转折点。这是一百多年以来帝国主义在中国的统治由发展到消灭的转折点。”并阐述蒋介石军事力量的优势、美国对蒋介石的援助均为临时起作用的因素，而解放战争具备人民正义的属性，此是战胜蒋介石集团的政治基础[3]。
- 总结和概括解放军的“十大军事原则”[4]：

|  | 1. 先打分散和孤立之敌，后打集中和强大之敌。 2. 先取小城市、中等城市和广大乡村，后取大城市。 3. 以歼灭敌人有生力量为主要目标，不以保守或夺取城市和地方为主要目标。保守或夺取城市和地方，是歼灭敌人有生力量的结果，往往需要反复多次才能最后地保守或夺取之。 4. 每战集中绝对优势兵力（两倍、三倍、四倍、有时甚至是五倍或六倍于敌之兵力），四面包围敌人，力求全歼，不使漏网。在特殊情况下，则采用给敌以歼灭性打击的方法，即集中全力打敌正面及其一翼或两翼，求达歼灭其一部、击溃其另一部的目的，以便我军能够迅速转移兵力歼击他部敌军。力求避免打那种得不偿失的、或得失相当的消耗战。这样，在全体上，我们是劣势（就数量来说），但在每一个局部上，在每一个具体战役上，我们是绝对的优势，这就保证了战役的胜利。随着时间的推移，我们就将在全体上转变为优势，直到歼灭一切敌人。 5. 不打无准备之仗，不打无把握之仗，每战都应力求有准备，力求在敌我条件对比下有胜利的把握。 6. 发扬勇敢战斗、不怕牺牲、不怕疲劳和连续作战（即在短期内不休息地接连打几仗）的作风。 7. 力求在运动中歼灭敌人。同时，注重阵地攻击战术，夺取敌人的据点和城市。 8. 在攻城问题上，一切敌人守备薄弱的据点和城市，坚决夺取之。一切敌人有中等程度的守备、而环境又许可加以夺取的据点和城市，相机夺取之。一切敌人守备强固的据点和城市，则等候条件成熟时然后夺取之。 9. 以俘获敌人的全部武器和大部人员，补充自己。我军人力物力的来源，主要在前线。 10. 善于利用两个战役之间的间隙，休息和整训部队。休整的时间，一般地不要过长，尽可能不使敌人获得喘息的时间。 |

- 报告提出并深入阐发了新民主主义革命的三大经济纲领。即没收封建阶级的土地归农民所有，没收垄断资本归新民主主义的国家所有，保护民族工商业，并阐明了实现这三大经济纲领的一系列具体政策[5]。
- 报告重申了1947年10月《中国人民解放军宣言》中提出基本政治纲领：联合工农兵学商各被压迫阶级、各人民团体、各民主党派、各少数民族、各地华侨和其他爱国分子，组成民族统一战线，成立民主联合政府[6]。